# Gunar Senf
Gunar Senf (* 1951) ist ein deutscher Sportpädagoge und Hochschullehrer.

## Leben
Senf absolvierte von 1968 bis 1972 ein Studium an der Deutschen Hochschule für Körperkultur (DHfK) in Leipzig und war anschließend Wissenschaftlicher Mitarbeiter im Bereich „Allgemeine Theorie und Methodik des Trainings“. 1982 legte er seine Doktorarbeit mit dem Thema „Theoretische und methodische Probleme eignungsdiagnostischer Verfahren und ihre Anwendung bei der Auswahl junger Gewichtheber: Ein Beitrag zur Vervollkommnung der Auswahl für die Kinder- und Jugendsportschulen“ vor. Er leitete die Abteilung „Schulsport, Kinder- und Jugendsport“ und wurde nach der Auflösung der DHfK 1993 am Institut für Pädagogik und Didaktik im Elementar- und Primarbereich der Universität Leipzig zum außerplanmäßigen Professor für Grundschuldidaktik Sport ernannt. Die Professur hatte Senf bis Ende August 2016 inne.
Zu seinen Forschungsschwerpunkten gehörten der Sportunterricht, Sport und Bewegung mit Kindern, Sport geistig Behinderter, motorische Entwicklungsförderung und motorischen Leistungsfähigkeit. Gemeinsam mit Christian Hartmann und Hans-Joachim Minow brachte er das Buch „Sport verstehen – Sport erleben“ heraus.